# 神貓小咪與貓用品召喚師的異世界奮鬥記
《神貓小咪與貓用品召喚師的異世界奮鬥記》是日本小說家的奇幻小說，於2017年1月開始在小說網站KAKUYOMU連載，並由KADOKAWA出版書籍版（ドラゴンノベルス文庫）。

## 故事簡介
重讀生根路連太（通稱尼洛），某天在橋上發現了在河面上漂流著內裝有小貓的箱子，決定跳到河裡救出小貓「小咪」，但是他忘了自己對貓過敏，造成在上樓梯之時大打噴嚏摔落而死；小咪的主人神明大人，憐憫尼洛幫了自己的眷屬而讓他轉生到另一個世界。不知為何，小咪也跟著過去了，於是神明大人匆忙之間未經同意就變更了尼洛的某個技能為「貓用品」技能，希望他能在異世界好好照顧小咪。就這樣一貓一人的異世界慢活就此展開。

## 登場角色

### 神貓商會
小咪
神貓商會會長。白色母貓，有著藍寶石般的美麗眼睛。不老不死，年齡永遠是五個月大。
無須爭論的本作第一主人公。出生後就被母貓拋棄，餓死了。因為神明大人覺得小咪太過可愛，而成為神的眷屬被當成寵物飼養。為了尋找生下自己的母貓，她多次下凡，但大多敗在好奇心的驅使下，不自覺地玩耍著。尼洛出手幫助而被抱著的時候，會有被母貓保護著的感覺喜歡上尼洛了。尼洛去異世界的時候，因為想稍微去一下就跟著去了，但是回不去天界了。本貓總是自由地往返於天界和下界，原本以為這次也能自由地往返。於是與尼洛的異世界生活開始了。。
尼洛（Nero）／根路連太
神貓商會副會長，主要工作是貓用品召喚師與一切雜務。年齡18歲。
本作第二主人公兼敘事者。本名根路連太，綽號是尼洛。志願是當藥師，高中畢業報考藥科大學落榜，上補習班準備重考期間在河裡救起小咪，但在救起小咪後因意外事故死亡。因為幫助的小咪是神貓(神明大人養的貓)，所以特別通融能在異世界生活。性格溫厚，因為到現在為止對貓過敏，所以即使覺得可愛也不能接近貓，來到異世界對貓過敏消失了就成了毛茸茸動物愛好者。此外本人不知情，並非神手，而是母親手的所有人；大部分的生物被尼洛撫摸，就會湧起親愛之情，喜歡上尼洛。現在，以與小咪的慢節奏生活為目標，雖然經歷了曲折，但還是成立了神貓商會。
轉生後的身體，頭髮顏色是深灰色，眼珠顏色則是藍色，長相變得偏向混血兒面孔；因為是神明製作的身體，其實帶有神氣。初期因為有鑑定技能而成為獵人公會職員，出差到王都時遇到公會裡發生年輕獵人接的委託被誣陷而索討大筆賠償事件，挺身幫忙時得到吉克穆恩特的協助，撼動了公會制度，因此被迫停止職務兩年。於是順勢成立了神貓商會，開始做起買賣。當東邊境伯叛亂且洛塔林基亞王國假借討伐魔王行侵略之實的狀況下，想辦法說服宗方姊弟離開該陣營，隨後擊退洛塔林基亞王國等軍隊，因功被(強制)封為男爵，初始領地橫跨到大公國。
優莉提亞
暱稱是「優莉」，女性精靈，身高與尼洛齊高，有著豐胸、細腰、翹臀。尼洛認為她是溫柔治癒系姐姐。原本是蒼龍咆哮的成員，退隊後成為王都獵人公會的收購主任助理。聽到尼洛成為男爵，需要人手幫忙後，二話不說就要辭職加入尼洛，被大家認為是因為要跟尼洛結婚而離職，而尼洛在確認她的心意後，決定跟她結婚，給予她的訂婚之物是小咪精選的AF幻影戒指（有著芙蘿拉神的加護）。
萊蒂希雅
暱稱是「萊蒂」，女性魔族，冰族和紅靈族的混血兒，藍眼加紅眼，怕熱。從小就被義賊公會培養並學習技能，跟神崎彩音關係很好，別名是「魅影」。喜歡尼洛，認為作小妾也沒問題，尼洛給予她的訂婚之物是小咪精選的AF手鐲（有著芙蘿拉神的加護）。
堇
神貓商會專責運輸，並帶領其他馬匹與騎獸。通常叫她「小堇」，有時候則叫她「堇姐」。
種族是戰馬。重病瀕死的時候得到了小咪和尼洛的幫助。康復後，她把小咪和尼洛當作家人，為了幫助他們而瘋狂奔跑。此外，認為自己是兩個人的類似姊姊的存在。。
沛羅
神貓商會中負責護衛、素材收集等。
種族是貓妖精。在森林裡迷路的時候幫助了被盜賊襲擊的小咪他們，加入了旅行的伙伴。夢想是成為喵騎士。稱呼小咪為公主。認為尼洛是好朋友。好奇心旺盛，在飲食方面有自己一套美食家看法。飢餓魔人一號。擁有愛刀，虎徹和木天蓼的一流劍士。
宗方香
女性日本人，宗方歲三的雙胞胎姊姊，家裡是開釀酒廠。喜歡跟弟弟一搭一唱演小短劇。
被洛塔林基亞王國私下召喚來的五名偽勇者之一，在黑化之前聽從尼洛勸告離開該陣營。初期強度哥布林50隻左右，短髮可愛系女子。
宗方歲三
男性日本人，宗方香的雙胞胎弟弟。喜歡跟姊姊一搭一唱演小短劇。
被洛塔林基亞王國私下召喚來的五名偽勇者之一，在黑化之前聽從尼洛勸告離開該陣營。初期強度哥布林70隻左右，外表像是秀才。
札爾加德
男性矮人。神貓商會商品開發部的主任，參與了鎗與各種製品的開發。

### 路米耶爾王國
尤里烏斯
國王，有三個老婆，但是只有一個孩子。
安奈麗潔
王后（第一王妃），希爾登普魯格大公國現任大公的女兒。
蕾奈
公主。正好遇到當時是獵人公會職員的尼洛來王宮報告，跟小咪們玩了一會就成了好朋友，特別喜歡沛羅。立場上，跟沒什麼朋友的尼洛很像，因為是公主無法隨意交朋友。
妮雅
安奈麗潔的侍女長，嫁過來時就從大公國跟著過來，年紀約三十多歲。非常疼愛蕾奈。
瑟里昂
昆因特兼任庫雅路特的獵人公會會長，被稱為英雄瑟里昂。
艾芭
昆因特獵人公會的管理主任，氣質優雅相當漂亮的美人。
吉克穆恩特
五位五闘招雷之一，別名「龍爪」。暱稱是「吉恩」，三百隻哥布林的強度。
格倫哈特
五位五闘招雷之一，別名「絕劍」。暱稱是「格倫」。從獵人退休後，擔任尼洛領地的代官與私設兵團團長。
羅莎琳黛
五位五闘招雷之一，別名「妖艷幻弓」。女性高等精靈。
薩穆埃爾
五位五闘招雷之一。肌肉不倒翁。
赫爾提亞斯
五闘招雷之一。狂人。

### 希爾登普魯格大公國
烈王
希爾登普魯格大公國的守護龍，次元龍。住在南方之島「龍神島」的上位龍。尼洛在時空技能方面的師父。
路茲・赫爾佐格・馮・希爾登普魯格
現任大公，安奈麗潔的父親。是現任與烈王的盟約者。

### 洛塔林基亞王國
遠藤勇
男性日本人，後來成為洛塔林基亞王國國王。
被洛塔林基亞王國私下召喚來的五名偽勇者之一。具有領袖氣質，身材高挑帥哥。初期強度哥布林150隻左右。
陸山總司
男性日本人，後來成為洛塔林基亞王國將軍。
被洛塔林基亞王國私下召喚來的五名偽勇者之一。眼神不好的小混混。初期強度哥布林90隻左右。
奧村真
女性日本人，後來在洛塔林基亞王國失蹤。宗方姊弟的學姊。當過學生會會長。
被洛塔林基亞王國私下召喚來的五名偽勇者之一。黑長髮班長型美女，初期強度哥布林120隻左右。

### 其他角色
芙蘿拉
異世界的主神，小咪主人的親姊姊。異世界的創造神是她的父親。
神崎彩音
義賊公會的女帝。迷途人，有神託技能。跟尼洛前世出生年份差不多，因為迷途的關係穿越到異世界且有時間差。與尼洛第一次見面時已經是垂垂老矣，過沒多久就壽終正寢，死後身體被芙蘿拉神回收並留下一枝櫻花，尼洛把它拿去嫁接種植。原本芙蘿拉在她死後想讓她成為眷屬，不過她希望能在這個世界輪迴。

## 世界觀與用語

### 國家、組織、建物與地形
路米耶爾王國
是這個世界的大國之一，很少與他國發生糾紛。由勇者所建立的王國。
貝魯納
王都。
- 神貓商會 總店

花了5億勒埃買下中心區廣場前的黃金地段。先開張的一號店則是在大公國的威爾貝洛姆。
- 神貓屋

在總店旁擺設的移動式攤子，視天候賣冷飲、熱食等等。在一號店和總店的店舖沒建設完成前，由店員推著到各地攤販聚集處去賣商品。
庫雅路特
商業城市，路米耶爾王國西側的較大城市，由城牆圍繞的城鎮。尼洛初到異世界被轉移到的城鎮。
- 休息棧木亭

老板娘安娜，丈夫多加兼任廚師，和兒子、兒媳婦一起經營旅館兼酒館。得到尼洛的調味料，原來是一個手藝很好的廚師，生意興隆，旅店擴張後生意更加興隆。
昆因特
庫雅路特東邊鄰城，工業城市，有很多工匠，工匠之城。
塞提莫
昆因特東邊鄰城。
佛爾特
路米耶爾王國南部城鎮，塞提莫以南，盛產酒類。也是芙蘿拉神手下掌管祭祀和生育的從屬神的名字。
後來被劃分為尼洛的領地，進行大規模掃貪。
布羅肯山
佛爾特以南與希爾登普魯格大公國邊境的山。後來被劃分為尼洛的領地。
希爾登普魯格大公國
路米耶爾王國南部鄰國，由十幾代以前路米耶爾王國國王弟弟建立的國家，兩國關係友好。
威爾貝洛姆
公都。
- 神貓商會 威爾貝洛姆分店

比本國總店先開張的一號店，由烈王方面派會人化技能的龍來主導營運。
尼庫瑟
位在大公國北部，和路米耶爾王國相鄰，芙蘿拉湖湖畔城鎮。後來被劃分為尼洛的領地。
布塞
尼庫瑟東邊的礦山小鎮。後來被劃分為尼洛的領地。
洛塔林基亞王國
路米耶爾王國東部鄰國，不顧國際協定一起攻打魔王，而且強行進行勇者召喚，實際上是作為侵略他國的武器。

### 生命體與種族
普人族
一般的人類。普人族雖然建立了國家，擴大了人族的領域，但是從那個時候到現在幾乎沒有變化。政治是王政統治下的封建社會。學問和藝術也只屬於特權階層。
精靈
除了耳朵稍尖外，跟一般普人族很像，分辨精靈與普人族的方法聽說在於精靈只有帥哥美女，而且平均年齡只比普人族稍長，高等精靈則是年齡可以非常長。
矮人
女性矮人沒長鬍子，也不矮。矮人族的男性都留著鬍子，所以很難判斷實際年齡。
半獸人
巨大的豬型怪物，強度為五十隻哥布林。上位種至少有哥布林一百三十隻的強度。似乎比哥布林隊長稍強一些。
半獸人的肉是高級品，一旦發現半獸人就會被一擁而上狩獵光，因此要作狩獵管理。

### 用語
獸人外觀
- 盧恩

五官更接近人臉。
- 尤恩

有著逼真獸臉。聽說北邊的獸人國家的國王只有尤恩才有王位繼承權。
- 賽爾

容貌同時兼具獸臉和人臉的特徵。
貨幣與度量單位
- 幣值

通用貨幣單位是「勒托」，1勒托價值約1日元左右。
- 小銅幣

10勒托
- 大銅幣

100勒托
- 小銀幣

1000勒托
- 大銀幣

10000勒托
- 金幣

100000勒托
- 時制

時制和地球一樣，一天有24小時。不過沒有週的概念，一個月大概30天，每個國家都不一樣。用鐘聲來昭示時辰，12小時為一輪，總共兩輪。1點的時候鐘響一次；2點的時候鐘響兩次。十二次響完後，下次的鐘響又會回到一次。1鐘分，代表約為1小時。
- 梅爾

一梅爾等於一公尺
- 先恩

一先恩等於一公分
- 米爾

一米爾等於一公釐
- 里爾

一里爾等於一公升
- 基里

一基里等於一公斤
偽勇者
有得到神明大人允許的勇者召喚所召喚來的勇者，會得到神明的加護，保護身心。反之，沒得到神明允許所召喚來的勇者，被稱為「偽勇者」，有心靈被黑化的可能，有可能在打倒魔王後，自己因為過於自大等因素而開始攻擊他人，而義賊公會等組織會負責處理掉黑化的勇者。

## 出版書籍

### 輕小說
| 卷數 | KADOKAWA      | KADOKAWA               | 東立          | 東立                   |
| 卷數 | 初版發售日期  | ISBN                   | 初版發售日期  | ISBN                   |
| ---- | ------------- | ---------------------- | ------------- | ---------------------- |
| 1    | 2019年3月5日  | ISBN 978-404-073-063-9 | 2021年5月6日  | ISBN 978-957-266-894-8 |
| 2    | 2019年8月5日  | ISBN 978-404-073-066-6 | 2022年9月12日 | ISBN 978-957-268-929-5 |
| 3    | 2020年4月3日  | ISBN 978-404-073-562-7 |               |                        |
| 4    | 2020年12月4日 | ISBN 978-404-073-860-4 |               |                        |
| 5    | 2021年9月3日  | ISBN 978-404-074-194-9 |               |                        |
| 6    | 2022年7月5日  | ISBN 978-404-074-556-5 |               |                        |

### 漫畫
- 《神猫ミーちゃんと猫用品召喚師の異世界奮闘記》

原作：にゃんたろう／漫畫：だにまる（MFC）／角色原案：岩崎 美奈子 
| 卷數 | KADOKAWA      | KADOKAWA               |
| 卷數 | 發售日期      | ISBN                   |
| ---- | ------------- | ---------------------- |
| 1    | 2020年4月23日 | ISBN 978-404-064-531-5 |

## 外部連結
- 小說官方網站 （页面存档备份，存于） （日語）
- 小說書籍版紀念SS故事集線上版 （页面存档备份，存于） （日語）
- 小說Web版網站 （页面存档备份，存于） - KAKUYOMU （日語）
- 漫畫官方網站 （页面存档备份，存于） （日語）
- 台版小說書籍版第一卷試閱 （页面存档备份，存于）